# Серебряков Михайло Михайлович
Михайло Михайлович Серебряков (нар. 1852 — пом. 1 жовтня 1906, м. Харків, Харківська губернія, Російська імперія) — міський громадський діяч, член Харківського товариства грамотності, член Харківської міської думи, голова правління Харківської громадської бібліотеки.

## Біографія

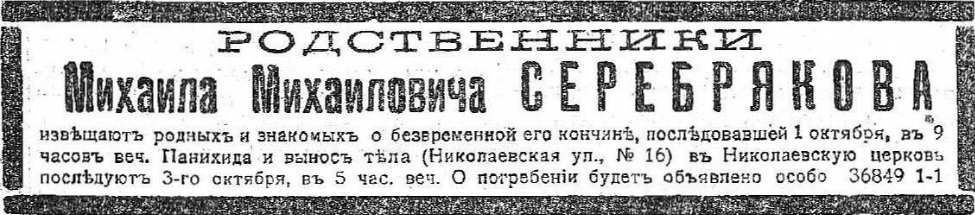
Некролог у газеті Южный край

Михайло Серебряков народився біля 1852 року у сім'ї титулярного радника. Дворянин за походженням.
Закінчив 1-шу Харківську гімназію.
У 1870-тих роках навчався у Харківському ветеринарному інституті. З 1874 року брав участь у харківському українофільському гуртку, був заарештований. Був залучений до дізнання за «процесом 193-х».
Після 1878 року виїхав до Петербурга. Навчався у технологічному інституті, працював на Путилівському заводі.
1890-роках повертається до Харкова.
З 1895 року був членом Харківського товариства грамотності.
У 1892—1906 роках гласний Харківської міської думи. 1902 року був вибраний головою комісії з видання «Известий» Харківської думи. 1906 року обраний на наступний термін (1906—1909), входив до складу скотобойної комісії. Член міської управи (1899). Разом з М. Ф. фон Дітмаром та Д. І. Багалієм складав огляд діяльності міського управління за 4 роки. У березні 1905 року вибраний уповноваженим міського кредитного товариства. 1906 року вибраний попечителем міських училищ.
Вечором 1 жовтня 1906 року був жорстоко убитий невідомими у власній квартирі на вулиці Миколаївській №16. За підозрою у вбивстві був затриманий Порохня, який через місяць тюремного ув'язнення  був звільнений за браком доказів.

## Сприяння громадській бібліотеці
Член бібліотеки. 13 грудня 1892 року обраний кандидатом у члени правління. 22 травня 1893 року вибраний головою правління, перебував на посаді упродовж 1892—1893 років. Упродовж 1894 року працював у складі правління бібліотеки.
З 1895 по 1904 входив до ревізійної комісії. У складі комісії складав доповіді за звітами комісій бібліотеки, інформував членів бібліотеки про асигнування на розвиток бібліотеки. У складних фінансових умовах роботи бібліотеки організував правління по забезпеченню економного ведення господарства, оптимізував господарчі витрати, скоротив чисельність підсобних працівників (швейцарів).
1898 року вибраний товаришем (заступником) голови комісії з господарчої частини, у подальшому очолив її. Входив до складу будівельної комісії при зведенні нового приміщення бібліотеки. У доповіді від 28 січня 1900 року висвітлив роботу статистичної комісії за результатами проведеного анкетування читачів й надав рекомендації впровадити консультації з самоосвіти читачів. Особисто подарував до фондів бібліотеки 214 книг.
Донька Катерина вибрана членом бібліотеки (14.09.1900), працювала на абонементі 3 розряду та у кабінеті для читання, де вела прийом та видачу книг та періодичних видань, видачу квитків, підрахунок підписників бібліотеки, складала місячні звіти, тощо.